# 谷原章介
谷原 章介（たにはら しょうすけ、1972年〈昭和47年〉7月8日 - ）は、日本の俳優、司会者。神奈川県横浜市出身。ジャパン・ミュージックエンターテインメント（イー・コンセプト）所属。

## 来歴
- 谷原家のルーツは広島県三原市本郷町にあり祖父（船乗り）の代までは同地に住んでいた[6]。
- 本人は神奈川県横浜市生まれ。横浜市立高田東小学校、その後横浜市立元街小学校に転校[7]。
- 1988年、横浜市立新田中学校卒業[7]。
- 1991年、神奈川県立港北高等学校卒業。セツ・モードセミナー中退[7]。
- 1992年10月、ファッション雑誌『MEN'S NON-NO』の専属モデルとなりモデルデビュー。1994年11月まで2年間務める[1][5]。同じMEN'S NON-NOのモデルとして反町隆史とも共演していた[8]。
- 1995年、23歳の時に映画『花より男子』の道明寺司役で俳優デビュー[9][5]。同年、『未成年』でテレビドラマに初出演する。
- 1999年、『リトルショップ・オブ・ホラーズ』で初舞台を踏む。
- 2004年、『カミングダウト』でバラエティ番組の司会に初挑戦。また、NHK大河ドラマ『新選組!』、フジテレビ月9ドラマ『プライド』に出演。
- 2006年4月から2007年3月まで『NHK中国語会話』にレギュラー出演。2007年4月から2011年3月まで放送された後番組『とっさの中国語』にも出演。
- 2007年1月6日より、初代総合司会を務めた寺脇康文の後任として、TBS『王様のブランチ』の2代目総合司会に就任する。
- 2007年3月、いしだ壱成の元妻で元タレントの三宅えみとできちゃった結婚、同年10月に長女が誕生[10]。三宅の連れ子（長男）と実子の2児の父となる。
- 2008年、「ベストレザーニスト2008」を男性で初めて受賞[11]。
- 2009年4月に二女、2010年10月に二男、2012年2月に三男が生まれる[12]。
- 2014年7月4日より、三原市ふるさと大使に就任[13][14][15]。
- 2015年1月7日、妻が第6子を妊娠していることが発表された[16]。4月9日、第6子女児（三女）の誕生を公表[17]。
- 2015年4月5日放送分より、朝日放送制作のクイズ番組『パネルクイズ アタック25』の3代目総合司会に就任[18]。
- 2016年4月12日より放送開始のNHK音楽番組『うたコン』の司会に就任[19]。
- 2021年3月29日より放送開始のフジテレビのワイドショー・情報番組『めざまし8』総合司会（メインキャスター）に就任。[20]。後番組として2025年3月31日から始まった『サン!シャイン』にも引き続きキャスターとして出演。

## 人物

### 仕事面
- デビュー当初は二枚目という役柄が多かったが、28歳のときにクリエートジャパンエージェンシー[21]から現事務所に移籍してからは気取った嫌味な男や、有能で頭の切れる男からうだつの上がらない情けない男などの役柄を演じ、俳優としての幅を広げた[7][9][注 1]。また、品の良さを醸し出すやや低めで流麗な語り口調、物腰が柔らかく庶民的で嫌味がないキャラクターという評価を活かして司会も多く担当する[9]。俳優業との両立には不安もあったが、ドラマで共演した児玉清からの助言で挑戦しようと決断した[22]。また、24歳頃に仕事が無いという理由で味わった苦い思いから、その後は仕事を依頼されるとどんなに忙しくても断ることはほとんど無い[23]。英語が堪能なため、現場では外国人俳優ともスムーズにコミュニケーションがとれる[24]。

### 趣味・嗜好
- 趣味は、料理[1]・ゴルフ[1]・サーフィン[1]・音楽鑑賞[1]・テディベア[25]、古着・スニーカー・時計[1]・家具の収集、ビリヤードなど。大型二輪免許を所持し、ハーレーにも乗る[26]。
- 家事が得意で、子供用のバッグやランチョンマットも手作りする[23]。家にいれば食事は自分で作り[26]、腕前はプロ並みとも言われる[7]。2017年には、“栄養を通して健康で充実したライフスタイルを送り幅広く活躍した”著名人を表彰する「84（栄養）アワード」の第1回受賞者となった[27]。また、2021年には第40回ベスト・ファーザー イエローリボン賞の芸能部門も受賞しており[28]、その授賞式では「ネクタイが似合うお父さん」に贈られるベスト・ネクタイスト賞、「笑顔が素敵なお父さん」に送られるスマイルひまわり賞も同時に受賞している[29]。
- 歴史好きとしても知られる[30]。
- 中学1年生の時にスティングの「イングリッシュマン・イン・ニューヨーク」を収録したアルバム『ナッシング・ライク・ザ・サン』を聴いて音楽に夢中になる[31]。高校1年生の時にメタリカを聴いて衝撃を受け[32]てからは特にヘヴィ・メタルを好み、1980年代に流行ったスラッシュメタル等をよく聴いていた[33]。初めて買ったヘヴィメタルのアルバムとしては、エクソダスの『Fabulous Disaster』を挙げている[34]。以降、サイケデリック、ソウル、ファンク、ヒップホップなど聴くジャンルを広げていく[31]。収集癖があり、5000枚あまりのCDを所有している[33]。
- 少女漫画が好きな一面もあり、特にくらもちふさこや多田かおるの作品を好んでいる[35]。また『このマンガがすごい!2006・オンナ版』でも、「各界のマンガ読み」としてコメントが掲載されている[36]。
- 娘と共に『ハートキャッチプリキュア!』の頃からプリキュアシリーズのファンであることを明かし[37]、映画館では子供への来場者特典であるミラクルライトを振っていたというエピソードがある[38]。2013年に『映画 ドキドキ!プリキュア マナ結婚!!?未来につなぐ希望のドレス』の悪役、マシュー役の声優のオファーが来た際には驚き[37]、「子供達に自慢できる」という理由で出演を快諾した。
- 横浜市出身[2]だが、谷原家のルーツが広島県ということもありプロ野球は熱烈な広島東洋カープファン[6][9][39]。幼少期から父に連れられ、横浜スタジアムに横浜ベイスターズ×広島東洋カープ戦をよく観に行きカープを応援していたという[39]。また旧広島市民球場が閉鎖される前に家族で広島まで球場を見に行った[6][39]。
- JリーグではFC町田ゼルビアのサポーター[40][41]。町田市生まれということからサポーターとなり[42]、町田ゼルビアがまだ関東リーグに在籍していた頃から応援している[43]。
- 納豆好き。2005年7月5日には、納豆の普及やイメージアップに貢献した著名人として、全国納豆協同組合連合会（全納連）から納豆食推進イメージリーダー「第2回納豆キング」に選出・表彰されている[44]。
- 以前は喫煙者であったが、受動喫煙対策が進んだことで喫煙者の肩身が狭くなり、たばこを吸うこと自体がストレスになったと述べており、2021年時点では禁煙をしている[45]。

### 性格
- 財布を落としたにもかかわらずカードなどの停止を行わないなどズボラな一面もある[46]。栃木県宇都宮市でイチゴ狩りをして車で帰る時、トランクに荷物を積む際に車の屋根に財布を置いていたのを忘れて10分車を走らせた後、財布がない事に気付いたが、その時点では既に屋根にはなかった。その後宇都宮市の警察から財布が届けられた連絡があり、取りに行った事もある。

## 出演

### 映画
- 花より男子 （1995年、楠田泰之監督） - 道明寺司 役
- アスファルトの体温 （1996年、竹内照菜監督)
- 極道戦国志 不動 （1996年、三池崇史監督） - 主演・不動力 役
- デボラがライバル （1997年、松浦雅子監督） - デボラ 役
- 不夜城 SLEEPLESS TOWN （1998年、リー・チーガイ監督） - 周天文 役
- クロスファイア（2000年、金子修介監督） - スナイパー 役
- ゴジラシリーズ
  - ゴジラ×メガギラス G消滅作戦 （2000年、手塚昌明監督） - 工藤元 役[4]
  - ゴジラ×メカゴジラ （2002年、手塚昌明監督） - 八景島の自衛官（工藤） 役[4]
  - ゴジラ FINAL WARS（2004年、北村龍平監督） - 東京の恋人達・男 役[4]
- THE SNOW （2003年、ウォン・マンワン監督）※世界20カ国公開
- スカイハイ 劇場版（2003年、北村龍平監督） - 神崎刑事 役
- 深呼吸の必要 （2004年、篠原哲雄監督） - 池永修一 役
- 亡国のイージス（2005年、阪本順治監督） - 風間雄大 役
- スキージャンプ・ペア 〜Road to TORINO 2006〜（2006年）※ナビゲーター
- ラブ★コン（2006年、石川北二監督） - 舞竹国海 役
- 嫌われ松子の一生（2006年、中島哲也監督） - 佐伯俊二 役
- 大奥（2006年、林徹監督） - 懐月堂安度 役
- 西遊記（2007年、澤田鎌作監督） - 文徳 役
- 長い長い殺人（2008年5月31日） - 塚田和彦 役[注 2]
- ザ・マジックアワー（2008年、三谷幸喜監督） - ニコ 役
- ハンサム★スーツ（2008年、英勉監督） - 主演・光山杏仁 役
- BABY BABY BABY! -ベイビィ ベイビィ ベイビィ-（2009年、両沢和幸監督） - 工藤哲也 役
- 天使の恋（2009年、寒竹ゆり監督） - 主演・小澤光輝 役
- のだめカンタービレ 最終楽章 前編（2009年、武内英樹監督） - 松田幸久 役
- 僕と妻の1778の物語（2011年、星護監督） - 滝沢蓮 役
- アンダルシア 女神の報復（2011年、西谷弘監督） - 川島直樹 役
- 忍たま乱太郎（2011年、三池崇史監督） - 雑渡昆奈門 役
- こちら葛飾区亀有公園前派出所 THE MOVIE 〜勝どき橋を封鎖せよ!〜（2011年、川村泰祐監督） - 島崎光男 役
- 劇場版テンペスト3D（2012年、吉村芳之監督） - 朝倉雅博 役[47]
- ひみつのアッコちゃん（2012年、川村泰祐監督） - 熱海専務 役
- バースデーカード（2016年、吉田康弘監督） - 本人 役 ※クイズ番組『パネルクイズ アタック25』の司会者として。[48]
- ママレード・ボーイ（2018年4月27日公開、廣木隆一監督） - 松浦要士 役[49]

### テレビドラマ
- 未成年（1995年、TBS） - 戸川辰巳 役
- 愛の劇場（TBS）
  - おひさまがいっぱい（1996年）
  - あっとほーむ（2000年） - 岩崎慎吾 役
- コールMe（1997年、テレビ東京） - 主演
- 名探偵保健室のオバさん 第6話（1997年、テレビ朝日） - 北沢 役
- 鏡は眠らない（1997年、NHK総合） - 大島俊介 役
- 聖夜想曲〜サンタクロースが恋をした〜（1997年、TBS・毎日放送）
- 三姉妹探偵団（1998年、日本テレビ）
- 七瀬ふたたび（1998年、テレビ東京） - 岩淵恒夫 役
- shin-D（日本テレビ）
  - ここで、キスして。（1999年） - 主演・タカオ 役
- 青空麻雀 第3話（1999年、日本テレビ）
- 氷の世界（1999年、フジテレビ） - 桧山豊彦 役
- ラブコンプレックス 第4話（2000年、フジテレビ）
- ロケットボーイ（2001年、フジテレビ） - 田中一臣 役
- ムコ殿（2001年、フジテレビ） - 隅田幸作 役
- 獅子女（2001年、日本テレビ） - コクラジュンペイ 役
- 救命病棟24時 第2シリーズ（2001年、フジテレビ） - 城島俊 役
  - 救命病棟24時スペシャル（2002年）
- プラトニック・セックス（2001年、フジテレビ）
- 水曜日の情事（2001年、フジテレビ） - 岡島明洋 役
- 恋愛裁判（2001年、日本テレビ） - 亀井出太郎 役
- 恋ノチカラ（2002年、フジテレビ） - 倉持勇祐 役
- 整形美人。（2002年、フジテレビ） - 矢島正 役
- 東京物語（2002年、フジテレビ）
- 性と街〜モテる技術〜 （2002年、フジテレビ） - 内田学 役
- 怪談百物語・かぐや姫（2002年、フジテレビ）
- イヴのすべて（2002年、テレビ朝日）
- おとうさん（2002年、TBS） - 玉木真二 役
- 僕の生きる道（2003年、関西テレビ） - 久保勝 役
  - SMAP×SMAP 特別編 僕とあなたの生きる道〜ONEDAY （2003年、フジテレビ）
- グルメガーディアンズ（2003年、フジテレビ）
- ダイヤモンドガール（2003年、フジテレビ） - 夏目慎一郎 役
- ドラマW（WOWOW）
  - コスメティック（2003年）
  - 長い長い殺人（2007年11月4日） - 塚田和彦 役[注 2]
  - 深追い（2011年3月20日） - 主演・秋葉健治 役
- 世にも奇妙な物語（フジテレビ）
  - 世にも奇妙な物語 2003秋の特別編『迷路』（2003年）  - 主演・呉田英雄 役
  - 世にも奇妙な物語 2008秋の特別編『推理タクシー』（2008年） - 主演・村西トム 役
- 億万長者になる方法（2003年、フジテレビ）
- フジ子・ヘミングの軌跡（2003年、フジテレビ） - 近藤 役
- 大河ドラマ（NHK総合）
  - 新選組!（2004年） - 伊東甲子太郎 役
  - 風林火山（2007年） - 今川義元 役
  - 龍馬伝（2010年） - 桂小五郎 役
  - 軍師官兵衛（2014年） - 竹中半兵衛 役
  - 麒麟がくる（2020年） - 三淵藤英 役[50]
- STAR'S ECHO（2004年、日韓合作、フジテレビ）
- プライド（2004年、フジテレビ） - 夏川啓介 役
- 勝負下着（2004年、フジテレビ） - 飯島大 役
- 華岡青洲の妻（2005年、NHK総合） - 華岡青洲（雲平） 役
- ごくせん 第2シリーズ（2005年、日本テレビ） - 九条拓真 役
- 恋におちたら〜僕の成功の秘密〜（2005年、フジテレビ） - 神谷陸 役
- 27歳の夏休み（2005年、TBS） - 石坂秋史役
- 幸せになりたい!（2005年、TBS） - 長谷川純一 役
- 大奥〜華の乱〜（2005年、フジテレビ） - 徳川綱吉 役
- alive（アライブ）（2005年、BSフジ） - 江崎 役（声の出演）
- 女の一代記 第2夜「越路吹雪」（2005年、フジテレビ） - 黛敏郎 役
- 小早川伸木の恋（2006年、フジテレビ） - 竹林隼人 役
- ドラマ・コンプレックス ウーマンズ・アイランド〜彼女たちの選択〜（2006年、日本テレビ） - 深沢裕人役
- トップキャスター（2006年、フジテレビ） - 結城雅人 役
- CAとお呼びっ!（2006年、日本テレビ） - 高岡真 役
- 嫌われ松子の一生（2006年、TBS） - 岡野健夫 役
- 明智光秀〜神に愛されなかった男〜（2007年、フジテレビ） - 足利義昭 役
- エラいところに嫁いでしまった!（2007年、テレビ朝日） - 山本磯次郎 役
- わたしたちの教科書（2007年、フジテレビ） - 瀬里直之 役
- 山おんな壁おんな（2007年、フジテレビ） - 田村剛彦 役
- 出るトコ出ましょ!（2007年、フジテレビ） - 野中弘務 役
- モップガール（2007年10月12日 - 12月14日、テレビ朝日） - 大友将太郎 役
- しゃばけ（2007年11月24日、フジテレビ） - 仁吉（白沢） 役
  - しゃばけ 第2弾「うそうそ」（2008年11月29日、フジテレビ）
- 今日は渋谷で6時（2008年、フジテレビ） - 男 役
- エジソンの母（2008年、TBS） - 美浦博之 役
- 猟奇的な彼女（2008年、TBS） - 数島健作 役
- 学校じゃ教えられない!（2008年、日本テレビ） - 氷室賢作 役
- 稲垣吾郎の金田一耕助 悪魔の手毬唄 （2009年1月5日、フジテレビ） - 恩田幾三 役
- トライアングル（2009年、フジテレビ） - 富岡康志 役
- ラブシャッフル（2009年、TBS） - 菊田正人 役
- ハンサム★スーツ（2009年3月31日、フジテレビ） - 主演・光山杏仁 / 黒杏仁 役
- 婚カツ!（2009年4月 - 6月、フジテレビ） - 二瓶匠 役
- 働くゴン!（2009年、日本テレビ） - 田中夏生 役
- リアル・クローズ 第9話（2009年12月8日、関西テレビ） - 蜂矢俊生 役 ※友情出演
- 松本清張ドラマスペシャル 顔（2009年12月29日、NHK総合） - 主演・井野良吉 役
- 曲げられない女（2010年、日本テレビ） - 藍田光輝 役
- 新参者 第6話（2010年、TBS） - コウジ・タチバナ 役
- 美丘-君がいた日々-（2010年7月 - 9月、日本テレビ） - 高梨宏之 役
- 霊能力者 小田霧響子の嘘（2010年10月 - 12月、テレビ朝日） - 谷口一郎 役
- 金曜プレステージ 探偵倶楽部（2010年10月22日、フジテレビ） - 主演・二階堂匠 役
- BOSS 2ndシーズン 第8話（2011年6月9日、フジテレビ） - 石川啓太 役
- テンペスト（2011年7月 - 9月、NHK BSP） - 浅倉雅博 役
- 月曜ゴールデン 警視庁再犯防止課 真崎英嗣（2011年8月1日、TBS） - 主演・真崎英嗣 役
- HUNTER〜その女たち、賞金稼ぎ〜（2011年10月 - 12月、関西テレビ） - 権藤猛 役
- らんま1/2（2011年12月9日、日本テレビ） - 小乃東風 役
- ラッキーセブン（2012年1月 - 3月、フジテレビ） - 真壁リュウ 役
- 連続ドラマW（WOWOW）
  - マグマ（2012年6月 - 7月） - 安藤幸二 役
  - 血の轍（2014年1月 - 2月） - 主演・兎沢実 役[51]
- 負けて、勝つ 〜戦後を創った男・吉田茂〜（2012年9月 - 10月、NHK総合） - 白洲次郎 役
- 償い（2012年11月 - 12月、NHK BSP） - 主演・日高英介 役
- シェアハウスの恋人（2013年1月 - 3月、日本テレビ） - 櫻井雪哉 役[52]
- ドラマ10 第二楽章（2013年4月 - 6月、NHK総合） - 遠藤一登 役
- ドラマスペシャル いねむり先生（2013年9月15日、テレビ朝日） - 井野 役（モデル：井上陽水）
- プレミアムよるドラマ 黒猫、ときどき花屋（2013年10月 - 11月、NHK BSP） - 日向幸樹 役
- 月に祈るピエロ（2013年10月、TBS） - 戸伏航 役[53]
- SMOKING GUN〜決定的証拠〜（2014年4月 - 6月、フジテレビ） - 柏木夏生 役
- ホワイト・ラボ〜警視庁特別科学捜査班〜（2014年4月 - 6月、TBS） - 本田真幸 役[54]
- HERO 第2話（2014年7月21日、フジテレビ） - 桜井丈太郎 役
- ティファニードラマスペシャル 夏の終わりに、恋をした。（2014年9月26日、フジテレビ） - 成瀬友則 役
- 月に行く舟（2014年10月4日、TBS・中部日本放送） - 篠崎涼太 役[55]
- 警部補・杉山真太郎〜吉祥寺署事件ファイル（2015年1月 - 3月、TBS） - 主演・杉山真太郎 役[16][26]
- 土曜ドラマ 限界集落株式会社[56]（2015年1月 - 2月、NHK総合） - 多岐川優 役[8]
- 月曜ゴールデン特別企画 松本清張サスペンス・影の地帯（2015年7月6日、TBS） - 主演・田代圭介 役[57]
- スペシャルドラマ 経世済民の男 第一部「高橋是清」（2015年8月22日・29日、NHK総合） - 森有礼 役
- 名探偵キャサリン（2015年9月5日、テレビ朝日） - 浜口一郎 役[24]
  - 名探偵キャサリン〜消えた相続人〜（2016年3月20日、テレビ朝日） - 浜口一郎 役[58]
- 三つの月（2015年10月3日、CBC・TBS） - 秋風蒼太 役[59]
- オトナ女子（2015年10月 - 12月、フジテレビ） - 栗田純一 役[60]
- ドクター調査班〜医療事故の闇を暴け〜（2016年4月 - 6月、テレビ東京） - 主演・華岡慧 役[61]
- 鬼平犯科帳 THE FINAL 前編 五年目の客（2016年12月2日、フジテレビ） - 音吉 役 [62]
- 安楽椅子探偵 ON STAGE（2017年1月6日・14日、ABCテレビ） - ストーリーテラー
- 東海テレビ×WOWOW 共同製作連続ドラマ 犯罪症候群（2017年）[63]
  - Season1（2017年4月 - 5月、東海テレビ・フジテレビ系） - 鏑木護 役
  - Season2（2017年6月 - 7月、WOWOW） - 主演・鏑木護 役
- BS笑点ドラマスペシャル（BS日テレ） - 五代目三遊亭圓楽 役
  - 桂歌丸（2017年10月9日）[64]
  - 五代目三遊亭圓楽（2019年1月12日） - 主演[65]
  - 初代林家木久蔵（2020年1月11日）
  - 笑点をつくった男 立川談志（2022年1月2日）[66]
- 連続テレビ小説 半分、青い。（2018年4月2日 - 9月29日、NHK総合） - 萩尾弥一 役[67]
- 夕凪の街 桜の国2018（2018年8月6日、NHK総合） - 大門雄二 役
- 大奥 最終章（2019年3月25日、フジテレビ） - 間部詮房 役[68]
- ドラマスペシャル 未解決の女 警視庁文書捜査官〜緋色のシグナル〜（2019年4月28日、テレビ朝日） - 国木田哲夫 役[69]
  - 未解決の女 警視庁文書捜査官（2020年8月6日 - 9月17日、テレビ朝日） - 国木田哲夫 役[70]
- 偽装不倫（2019年7月10日 - 9月11日、日本テレビ） - 吉沢賢治 役[71]
- 令和元年版 怪談牡丹燈籠（2019年10月6日 - 27日、NHK BSP） - 山本志丈 役
- 黒い画集〜証言〜（2020年5月9日、NHK BSP） - 主演・石野貞一郎 役
- 忠臣蔵狂詩曲No.5 中村仲蔵 出世階段（2021年12月4日・11日、NHK BSP・BS4K） - 吉川仁左衛門 役[72]
- 名探偵ステイホームズ（2022年4月3日・10日、日本テレビ） - 沼田貫太 役[73]

### 舞台
- リトル・ショップ・オブ・ホラーズ（1999年、天王洲アートスフィア）
- ミラクルブラインドボーイズ（2000年、原宿クエストホール）
- ミラクルブラインドボーイズ（2001年、近鉄小劇場）
- ミラクルブラインドボーイズ（2002年、青山・草月ホール）
- 天国の本屋（2002年、銀座博品館劇場、中村龍史演出）
- 幽霊はここにいる（2002年、安部公房作、鴻上尚史演出、東京・大阪公演）
- HAKANA（2002年、杉田成道演出、東京・大阪公演）
- コーカサスの白墨の輪（2005年、ブレヒト作、串田和美演出）
- 涙の温度（2005年、秋元康監修）※朗読舞台
- あわれ彼女は娼婦（2006年、ジョン・フォード作、蜷川幸雄演出）
- ヴィジョン!ヨコハマ（2009年、宮本亜門演出）
- 豆之坂書店（2011年、天王洲 銀河劇場） - 主演・豆之坂青次（店主）役
- こどもの一生（2012年、中島らも作、G2演出、PARCO劇場）
- LOVE LETTERS（2013年、A.R.ガーニー作、青井陽治演出、PARCO劇場）
- クリプトグラム（2013年、デヴィッド・マメット作、小川絵梨子演出、シアタートラム）
- Bunkamura30周年記念　シアターコクーン・オンレパートリー2018 DISCOVER WORLD THEATRE Vol.4「民衆の敵」（2018年11月29日 - 12月23日、Bunkamura シアターコクーン / 12月27日 - 30日、森ノ宮ピロティホール） - ホヴスタ 役[74]
- 不機嫌な女神たちプラス1（2019年10月19日 - 27日、紀伊國屋ホール / 11月2日・3日、穂の国とよはし芸術劇場PLAT主ホール / 11月6日・7日、サンケイホールブリーゼ / 11月16日・17日、イムズホール）[75]
- チョコレートドーナツ（2020年12月20日[注 3] - 30日、PARCO劇場 / 2021年1月11日、サントミューゼ 上田市交流文化芸術センター 大ホール / 1月17日、仙台銀行ホール イズミティ21大ホール / 1月22日 - 25日、梅田芸術劇場 シアター・ドラマシティ / 1月29日 - 31日、東海市芸術劇場 大ホール） - ポール 役[77]
- 日本総合悲劇協会Vol.7 ドライブイン カリフォルニア（2022年5月27日 - 6月26日、本多劇場 / 6月29日 - 7月10日、サンケイホールブリーゼ）
- 銀行強盗にあって妻が縮んでしまった事件（2024年4月、日本青年館ホール）[78]

### 総合司会・司会・ナビゲート
報道・情報番組
| 期間          | 期間          | 番組名                                   | 役職                                   |
| ------------- | ------------- | ---------------------------------------- | -------------------------------------- |
| 2004年4月15日 | 2006年9月22日 | ニューデザインパラダイス（フジテレビ）   | レギュラー出演                         |
| 2007年1月     | 2017年3月     | 王様のブランチ（TBS）                    | 総合司会                               |
| 2014年6月28日 | 2014年6月29日 | NHKスペシャルシリーズ『故宮』（NHK総合） | シリーズ出演                           |
| 2021年3月23日 | 2021年3月23日 | めざましテレビ（フジテレビ）             | ゲスト出演                             |
| 2021年3月29日 | 2022年9月27日 | めざましテレビ（フジテレビ）             | 番組出演者との終盤トーク月・火曜日担当 |
| 2021年3月29日 | 2025年3月28日 | めざまし8（フジテレビ）                  | 司会                                   |
| 2025年3月31日 | 現在          | サン!シャイン（フジテレビ）              | 司会                                   |

バラエティ・ドキュメンタリー・教養・料理・クイズ・海外番組
- PRESS TV（2001年 - 2002年、J sky sports（現・J SPORTS））
- 世界の競馬（2002年4月 - 2005年3月、NHK BS1）
- ライフ・オン・ザ・テーブル〜感動の食卓〜（2004年、フジテレビ）
- カミングダウト （2004年 - 2005年、日本テレビ）
- スターズオンアイス2005（2005年、日本テレビ）
- BSまるごと大全集 美空ひばり〜日本のこころ（2005年、NHK BS2）
- シックス・フィート・アンダー（2005年、スーパーチャンネル(現・スーパー!ドラマTV)）
- 映画『亡国のイージス』公開直前SP（2005年、テレビ朝日）
- 現役女子大報道学部（2006年、日本テレビ）
- 最強ドクターが救った命と家族の絆スペシャル2（2006年、フジテレビ）
- グレゴリー Ashes and Snowの世界（2007年、BSフジ）
- HAPPY Xmas SHOW（2007年・2008年、日本テレビ）
- 谷原章介のシャングリラ紀行（2008年1月、TBS）
- エンタースペース Tokyo Bump!（2009年、NHK総合）
- ファッション伝説 TOKYOモード（2009年、WOWOW）
- 緊急警告!!2012年人類破滅!?ノストラダムス最後の大予言SP（2009年12月22日、日本テレビ） - 久保純子とともに司会
- LIONスペシャル 地球SHOW学校（2010年11月22日、TBS、スタジオ出演）
- 海に未来を託して〜俳優・谷原章介と深海に挑み続ける者たち〜（2011年12月30日、BS朝日） - BS民放5局共同特別番組
- 解決!ザ・ホスピタル（2012年、関西テレビ）
- BS洋楽プレミアム（2012年3月25日 - 3月30日〔全4回〕、NHK BSP） - ナビゲーター[33]
- 頭がしびれるテレビ（2012年4月 - 5月、NHK総合）
  - 頭がしびれるテレビSP（2013年2月、NHK総合）
- かもしれない!?天才くん（2012年、フジテレビ）
- 日本賞（2012年、NHK Eテレ）
- 泣ける日本人（2012年、TBS）
- 華麗なるオペラの世界　ミラノ・スカラ座（2012年12月25日 - 28日、NHK BSP）
- 探訪 東京地下迷宮（2013年3月20日、NHK BSP）[83]
  - 探訪 巨大ターミナル（2013年、NHK BSP）
  - 探訪!築地市場 世界最大のフィッシュマーケットの謎（2014年、NHK BSP）
- 実在リサーチTV（2013年、関西テレビ）
- 7つの習慣〜読村教授の華麗なる特別講義〜（2013年、BS-TBS）
- 谷原章介が迫る「秀吉が愛した武将茶人」〜上田宗箇流400年のウツクシキ〜（2013年、広島ホームテレビ）
- テレビ未来遺産〜逆境を乗り越えたあの人の魂の言葉2013〜（2013年12月11日、TBS）
- 世界が知りたい日本の技（2013年、中国放送）
- 人気急上昇↗︎ウォッチ〜今ご当地でコレが人気SP〜（2014年、テレビ東京）
- あなたのファミリーヒストリーSP（2015年、NHK総合）
- めでスポ〜応援したくなるアスリート〜（2015年4月19日・7月5日、NHK BS1）
- きょうの料理（NHK Eテレ）
  - 「谷原章介のザ・男の食彩」（2013年4月 - 2016年3月） - ナビゲーター
  - 「谷原章介のTimeless Kitchen」（2016年4月 - 2018年2月） - ナビゲーター
  - 「Cook 9」（2017年4月 - ） - 司会[84]
- パネルクイズ アタック25（2015年4月5日 - 2021年9月26日[85]、朝日放送テレビ） - 3代目総合司会[18]
  - パネルクイズ アタック25 Next→BS10 パネルクイズ　アタック25（2022年3月27日 - 、BSJapanext→BS10） - 総合司会
- 世界でバカウケJAPAN（2014年8月24日[86]、2015年4月19日[87]、9月22日[88]、2016年4月17日[89]、関西テレビ）
- 現地より生放送! SUMMER SONIC 2015（2015年8月15日 - 16日、WOWOW）[31][32]
- セレブとビンボー（2015年10月10日、フジテレビ） - MC
- ヒストリーチャンネル15周年記念特番 義将列伝〜関ヶ原“義”に生きた武将たち〜（2016年1月9日、ヒストリーチャンネル） - ナビゲーター[30]
- うたコン（2016年4月12日 -、NHK総合） - 司会[19]
- 谷原章介の25時ごはん（2017年4月20日〔19日深夜〕 - 2018年3月、TBS）[90]
- 谷原章介の「中部4県 おいしい蕎麦が食べたい」（2017年10月9日、JNN中部4局（UTY、SBC、BSN、SBS）共同制作）[91]
- 第56回歌謡チャリティーコンサート（2017年11月28日、NHK総合） - 司会
- ふるさとの逆襲（2017年12月8日・15日・2018年3月2日 , NHK広島） - 司会
- 山形・赤川花火大会2018（2018年8月18日、BS朝日） - 司会
- 安室奈美恵ファッション総選挙　FASHION MOVIE BEST 50（2018年9月9日、AbemaTV） - MC[92]
- プロ野球ドラフト会議直前SP!“みんなのカープ”県民大会議（2018年10月24日・2019年10月16日・2020年10月23日・2021年10月8日・2022年10月14日・2023年10月13日、NHK広島） - 司会
  - みんなのカープ県民大会議!開幕直前SP（2022年3月18日・2023年3月17日・2024年3月15日、NHK広島） - 司会
- FC町田ゼルビアをつくろう〜ゼルつく〜（2019年3月 - 、AbemaTV）- 代表[41]
- 天皇のディナー〜歴史を動かした美食〜（2019年12月30日、NHK BSP） - 司会[93]
- バトンタッチ SDGsはじめてます（2020年4月 - 、BS朝日） - ナビゲーター
- 偉人の年収 How much?（2022年8月26日[94]・2023年1月3日[95]・4月3日 - 、NHK Eテレ） - 司会[96]

### ドキュメンタリー・他
- 中国語会話（2006年度、NHK教育）
- とっさの中国語（2007年、NHK教育）
- 旅のチカラ 「海に沈んだ祖父の想い〜谷原章介 フィリピン〜」（2013年8月21日、NHK BSP）

### ナレーション
テレビ番組
- ネクストステージ〜2003年の扉（2003年、フジテレビ）
- ザ・ノンフィクション （2003年、フジテレビ）
  - 「ためいき家族の行方〜それぞれの3年後」（2003年）
  - 「レンタルボックスの館」（2005年）
  - 「渋谷黄昏パラダイス2」（2006年）
  - 「弁護士たちの街角4」（2006年）
  - 「人生まさかの神楽坂」（2007年）
  - 「弁護士たちの街角5」（2007年）
  - 「まりあのニューヨーク」（2011年）
  - 追悼特別企画「ラーメンより大切なもの〜山岸一雄の人生」（2015年）

- 深呼吸の秘密（2004年、CM）
- 素敵にショータイム（2004年 - 2005年、NHK総合）
- 宝石〜神秘と魅惑の小宇宙〈2〉ロマノフ王朝の秘宝～知られざる宝庫クレムリン（2004年9月28日、NHK BShi）
- 草彅剛30歳の軌跡〜海峡を渡った120日2万Km〜（2004年、フジテレビ）
- 本上まなみの手ざわり紀行〜サハラに舞うこころ（2005年、フジテレビ）
- コミュニケーション・エンターテインメント　人見知りな夜...。（2006年10月29日、NHK総合）
- ファミリーヒストリー（2009年 - 、NHK総合）
- 情熱のタクト 〜指揮者 佐渡裕　ベルリン・フィルへの挑戦〜（2011年6月11日、NHK BSP）
- 旅のチカラ 〜64歳シェフ修行　栗原はるみ　イギリス・ロンドン〜（2011年12月6日、NHK BSP）
- 世界ふれあい街歩き　横浜スペシャル・日本（2012年11月27日、NHK BSP）
- 私の忘れられない味（2013年、NHK Eテレ）
- NONFIX「What's 文楽? 受け継がれる300年の伝統」（2013年、フジテレビ）
- テレビ未来遺産 家族のチカラが奇跡を呼ぶ スポーツ“夢”SP（2013年、TBS）
- ディズニーネイチャー（2014年6月1日 - 22日〔計4回〕、BS Dlife）
- BS1スペシャル　そして15番は帰って来た 〜広島東洋カープ 黒田博樹投手〜（2015年3月21日、NHK BS1）
- 南極大潜航　幻の巨大イカと氷の楽園（2017年12月11日、NHK BSP）
- NHKスペシャル 激闘 シャチ対シロナガスクジラ 〜巨大生物集う謎の海域〜（2020年11月14日、NHK総合）

映画
- レモニースニケットの世にも不幸な物語（2005年）
- 胡同のひまわり（2006年、予告編）
- イルマーレ（2006年、予告編、CMナレーション）
- 私たちの幸せな時間（2007年、予告編）
- ニューイヤーズ・イブ（2011年、予告編、CMナレーション）
- 天のしずく（2012年）
- ラーメンより大切なもの（2013年）

展示会
- 「ルーベンス展」（2013年、音声ガイド、Bunkamura ザ・ミュージアム）
- 「台北國立故宮博物院−神品至宝−」（2014年、音声ガイド、東京国立博物館）

### テレビアニメ
- スティッチ! 〜ずっと最高のトモダチ〜 71話（2010年11月16日、テレビ朝日） - 殿様 役

### 劇場版アニメ
- ベクシル 2077日本鎖国（2007年、曽利文彦監督） - レオン・フェイデン 役[107]
- スカイ・クロラ The Sky Crawlers（2008年、押井守監督） - 土岐野尚文 役
- 劇場版ポケットモンスター ベストウイッシュ ビクティニと黒き英雄 ゼクロム・白き英雄 レシラム（2011年、湯山邦彦監督） - レシラム 役
- ドラゴンエイジ -ブラッドメイジの聖戦-（2012年、曽利文彦監督） - レガリアン・ドゥマルカル 役[108]
- 映画 ドキドキ!プリキュア マナ結婚!!?未来につなぐ希望のドレス（2013年） - マシュー / マシュマロ役[37]

### 吹き替え
- 韓国ドラマ『イヴのすべて』（2002年、テレビ朝日） - ユン・ヒョンチョル 役（チャン・ドンゴン）
- 映画『私の頭の中の消しゴム』（2006年、フジテレビ） - チェ・チョルス 役（チョン・ウソン）※フジテレビ版
- 映画『メリー・ポピンズ リターンズ』（2019年、ウォルト・ディズニー・ジャパン） - マイケル・バンクス 役[109]（ベン・ウィショー）

### ゲーム
- JUDGE EYES:死神の遺言（2018年12月13日発売中） - 黒岩満 役[110]

### ラジオ
- JET STREAM ラジオドラマスペシャル　深呼吸の必要（2004年5月24日 - 28日、TOKYO FM） - 池永修一 役[111]
- tokyo twenty-four living（2005年4月 - 2006年3月、TOKYO FM） - パーソナリティ
- DOCOMO シーソーメール〜SHE SAW MAIL〜 シーズン6（2011年1月、TOKYO FM） - 岡本英一 役

### イベント
- FOXムービー プレミアム短編映画祭（2016年2月10日） - プレゼンター[112]
- 天皇陛下御即位をお祝いする国民祭典 (2019年11月9日) - 司会

### イメージキャラクター
- ユニバーサルホーム（2007年）
- アクアクララ（2010年）
- 横浜マラソン（2015年[2]、2016年[113]、2017年[114]、2018年[115]） - 大会アンバサダー
- 日本博（2020年）サポーター[116]

### CM
- マース ジャパン「スニッカーズ」（1996年）
- NEC「ジュワッキー」（1996年）
- ユニクロ（1997年）
- 資生堂「246」（1997年）
- トリイ（1998年9月 - 2003年8月）
- 日本コカ・コーラ「コカ・コーラ」（1999年5月 - 7月）
- エイチツーオープラス※（2000年、香港） ※ 米国の化粧品会社『〜H2O+』香港法人
- JR東日本「@STATION」（2002年 - 2003年）
- 日本航空「JAL沖縄キャンペーン2004」（2004年4月 - 9月）
- ネスレ日本「甘いひとときカフェ」（2004年 - 2006年3月 フジテレビインフォメーション）
- 大塚製薬「ネイチャーメイド」（2005年 - 2006年3月）
- 日産自動車「ブルーバードシルフィ」（2005年 フジテレビインフォメーション）
- B&Cラボラトリーズ「クレンジングリサーチソープ」（2006年 フジテレビインフォメーション）
- ハウス食品「カップシチューシリーズ」（2006年 - 2007年）
- ユニバーサルホーム（2007年 - 2015年3月）
- JTB（2007年 - 2008年）
- KONAMI「TIME HOLLOW」（2008年）
- ライオン「デンターシステマ」（2008年 - 2015年2月）
- aiko『8th New Album 秘密』（2008年、スポットCM）
- 森永乳業「ビヒダスヨーグルト」（2008年 - 2009年）
- ソフトバンクモバイル「ホワイトプラン」（2008年 - 2009年）
- 洋服の青山『ハンサム★スーツ』キャンペーン（2008年）
- アサヒビール「アサヒお茶酎 玉露と抹茶チューハイ」「アサヒブルーラベル」（2009年 - 2012年）[117]
- セディナ（2009年 - 2010年）
- アクアクララ（2010年 - 2014年）
- はるやま商事（2013年10月 - 2017年9月）[118]
- SMBCコンシューマーファイナンス「プロミス」（2014年 - 2018年）
- 集英社「わたしのマーガレット展 〜マーガレット・別冊マーガレット少女まんがの半世紀〜」（2014年9月 - 10月） - スペシャルサポーター&CM出演[119]
- P&G「レノアプラス 衣類の消臭専用デオドラントビーズ」（2015年 - 2016年）
- ポッカサッポロフード&ビバレッジ「じっくりコトコト」（2015年 - 2016年）
- 第一三共ヘルスケア「ロキソニンS外用薬シリーズ」（2016年 - 2022年）
- ローソン（2018年 - 2019年）
- 花王「キュキュット CLEAR泡スプレー」（2018年 - 2022年）[120]
- 労働者健康安全機構「さんぽセンター」（2021年 - ）

### その他
- 大人男のファッションウェブマガジン「GOODA」vol.1 巻頭インタビュー（2011年9月 - 2012年11月）

## 出版物

### 連載コラム
- 『横浜スカイマガジン』 （2003年 - 2005年）
- 小学館『テレパルf（エフ）』（2004年 - ）
- 『読売新聞夕刊』（2006年）
- 朝日新聞東京本社版　好書好日の紙面出張所『好書好日 エクストラ』「谷原書店」（2018年7月号 - ）[121]

### 解説
- 畠中恵『おまけのこ』（2005年、新潮文庫）[注 8]

### その他
- 集英社『MEN'S NON-NO』（1992年 - 1994年）※専属モデル[1]
- アルク『中国語ジャーナル』（2007年10月号） 中国語ワールドの人々 谷原章介
- ハースト婦人画報社『MEN'S CLUB』（2007年 -10年12月）※メインキャラクター
- 三原市公式観光ガイドブック『ミハラブック』（2017年2月2日配布開始、発行部数3万部） ※表紙および市内観光を体験する様子を収録
- マガジンハウス『谷原家のいつもの晩ごはん』（2023年4月20日発売）[122]